# Marie Desplechin
Pour les articles homonymes, voir Desplechin.
Marie Desplechin, née le 7 janvier 1959 à Roubaix, est une journaliste et écrivaine française, autrice de livres pour enfants et pour adultes. Elle participe également à l'écriture de scénarios.

## Biographie
Après quelques années au lycée général Charles-Baudelaire de Roubaix et une formation de journaliste, puis quelques années de travail dans la communication d'entreprise, elle publie, encouragée par Geneviève Brisac, ses premiers livres à l'École des loisirs (Rude samedi pour Angèle, Le Sac à dos d'Alphonse), puis rencontre un premier succès avec, pour les plus grands, la publication d'un recueil de nouvelles intitulé Trop sensibles.
Verte et Sans moi lui permettent d'atteindre un public plus large.
En janvier 2003 sort Dragons. Le monde de Joseph publié en 2000 en avait constitué un prélude adapté à de jeunes lecteurs. Satin Grenadine, puis Séraphine explorent le XIXe siècle parisien.
En parallèle, elle travaille avec l'écrivaine Lydie Violet qui fut son attachée de presse aux Éditions de l'Olivier et son amie. Cette dernière doit renoncer à sa vie professionnelle lorsqu'elle est atteinte d'un cancer. De cette écriture à quatre mains sort La Vie sauve, qui remporte en novembre 2005 le prix Médicis essai.
Elle participe également à des recueils collectifs parmi lesquels on peut citer Naissances (2005 - L'Iconoclaste) ou encore 100 jours sans publié au printemps 2005 pour le comité de soutien à Florence Aubenas et Hussein Hanoun dont elle fit activement partie, ainsi qu'à la revue penser/rêver et à quelques magazines (dont Miss Star Club pour Le Journal d'Aurore et certains numéros de Je bouquine) et contribue à des projets (Beaucoup plus que l'amour pour la bibliothèque municipale de la ville de Bobigny) ou L'Estuaire (2004) et La Photo (2005) pour une maison d'édition récente.
Elle est membre du comité de parrainage de la Coordination française pour la Décennie de la culture de paix et de non-violence et depuis 2006 publie régulièrement des articles dans L'Express.
Danbé, coécrit avec Aya Cissoko, obtient le Grand prix de l'héroïne Madame Figaro 2011. L'ouvrage est adapté en 2014 en téléfilm : Danbé, la tête haute, téléfilm français de Bourlem Guerdjou, récompensé du Meilleur film au festival de la fiction TV de La Rochelle 2014.
En 2011, elle obtient une Pépite au Salon du livre et de la presse jeunesse de Montreuil : la Pépite du livre d’art (création francophone) pour Mon Petit Théâtre de Peau-d’Ane avec Jean-Michel Othoniel, et l'année suivante, en 2012, elle est récompensée d'une « mention » au prix Bologna Ragazzi, décerné à la foire du livre de jeunesse de Bologne, catégorie « fiction », pour l'album Saltimbanques qu'elle a écrit, sur des illustrations d'Emmanuelle Houdart.
En 2013, elle obtient le prix Bernard Versele pour son ouvrage jeunesse Babyfaces.
En novembre 2015, quelques semaines avant la COP21, elle compose en association avec d'autres écrivains un discours adressé aux enfants pour les sensibiliser au changement climatique.
Six de ses ouvrages font partie de la « Bibliothèque idéale » du Centre national de la littérature pour la jeunesse (BnF).
Sa série jeunesse Le Journal d'Aurore de trois opus publiés entre 2006 et 2009 est adaptée au cinéma en 2016 dans le film français Jamais contente, réalisé par Émilie Deleuze. La même année, les deux premiers opus sont adaptés en un seul album intitulé Jamais contente, toujours fâchée ! et dessiné par Agnès Maupré. Le dernier opus est adapté dans un deuxième album intitulé Rien ne va plus !  et publié l'année suivante.
En 2017, son roman jeunesse Verte publié en 1996, est adapté en album également, et les illustrations sont réalisées par Magali Le Huche ; « une adaptation plutôt drôle, assez fidèle au roman même si la structure en est différente, avec un dessin plein de fantaisie aux couleurs très tendres » selon Pascale Joncour dans La Revue des livres pour enfants. Suivront en 2018 les deux opus de la série adaptés : Pome et Mauve.
En 2024, elle est sélectionnée pour le prestigieux prix suédois qui est la plus haute distinction en matière de littérature d'enfance et de jeunesse, le Prix commémoratif Astrid-Lindgren.

### Engagements politiques
En mai 2017, elle est suppléante de Julien Bayou (alors porte-parole d'EELV), candidat aux élections législatives de juin 2017 dans la 5e circonscription de Paris (10e et 3e arrondissements).

### Vie privée
Elle est la fille de Robert Desplechin et de Madeleine dite Mado née Simon, la sœur de Raphaëlle Valbrune-Desplechin, de Fabrice et d'Arnaud Desplechin, et la mère de trois enfants, dont Louis (écrivain jeunesse lui aussi, né en 1983) et Lucie (actrice et metteuse en scène), fils et fille de l'écrivain François Muratet, et le pianiste Élie Pierre Honoré Gédigier, fils du monteur de cinéma François Gédigier, avec lequel elle est aujourd'hui mariée.

## Prix et distinctions
- 1996 : Prix Tam-Tam pour Verte[12]
- 1997 : Prix Jacques-Asklund pour Verte[13]
- 1999 : Nomination pour le Prix du Livre Inter pour Sans Moi[14]
- 2000 : Prix de la Semaine Paul Hurtmans pour La Prédiction de Nadia[15]
- 2005 : Prix Médicis essai pour La Vie sauve, coécrit avec Lydie Violet
- 2011 : Grand prix de l'héroïne Madame Figaro pour Danbé, coécrit avec Aya Cissoko
- 2013 : Prix Bernard Versele (5 chouettes) pour son ouvrage jeunesse Babyfaces[5]
- 2011 : Pépite du Salon du livre et de la presse jeunesse de Montreuil : Pépite du livre d’art (création francophone)[3] pour Mon Petit Théâtre de Peau-d’Ane avec Jean-Michel Othoniel
- 2012 : « Mention » Prix BolognaRagazzi[4], Foire du livre de jeunesse de Bologne, catégorie "Fiction", pour l'album Saltimbanques qu'elle a écrit, sur des illustrations de Emmanuelle Houdart.
- 2020 : Prix de la Grande Ourse[16] du Salon du livre et de la presse jeunesse de Montreuil pour l'ensemble de son œuvre[17].
- 2024 :  Sélection pour le Prix commémoratif Astrid-Lindgren[9]

Six de ses ouvrages font partie de la « Bibliothèque idéale » du Centre national de la littérature pour la jeunesse (BnF) : Verte (1996), La Prédiction de Nadia (1997), Le Monde de Joseph (2000), Élie et Sam illustré par Philippe Dumas (2004), Satin grenadine (2004) et Séraphine (2005).

## Décorations
- 2011 :  Officière de l'ordre des Arts et des Lettres[18]

## Œuvres

### Littérature jeunesse
- 1993 : Le Sac à dos d'Alphonse, L'École des loisirs  (ISBN 2-211-04429-8)
- 1994 : Rude samedi pour Angèle, L'École des loisirs
- 1994 : Et Dieu dans tout ça ?, L'École des loisirs
- 1995 : Tu seras un homme mon neveu, L'École des loisirs
- 1995 : Une vague d'amour sur un lac d'amitié, L'École des loisirs  (ISBN 2-211-03135-8)
- 1996 : Verte, L'École des loisirs Prix Tam-Tam 1996[12] - Prix Jacques-Asklund 1997[13] - « Bibliothèque idéale » du Centre national de la littérature pour la jeunesse (BnF)[7]
- 1997 : J'envie ceux qui sont dans ton cœur, L'École des loisirs
- 1997 : La Prédiction de Nadia, L'École des loisirs Prix de la Semaine Paul Hurtmans 2000[15] - « Bibliothèque idéale » du Centre national de la littérature pour la jeunesse (BnF)[7]
- 2000 : Le Coup du kiwi, L'École des loisirs
- 2000 : Le Monde de Joseph, L'École des loisirs  (ISBN 2-211-05979-1)  « Bibliothèque idéale » du Centre national de la littérature pour la jeunesse (BnF)[7]
- 2002 : Ma collection d'amours, L'École des loisirs
- 2003 : Dragons, éditions de l'Olivier
- 2003 : Ma vie d'artiste, édition Bayard Jeunesse
- 2004 : Élie et Sam, illustrations de Philippe Dumas, L'École des loisirs « Bibliothèque idéale » du Centre national de la littérature pour la jeunesse (BnF)[7]
- 2004 : Entre l'Elfe et la Fée, L'École des loisirs
- 2004 : Satin Grenadine, L’École des loisirs  « Bibliothèque idéale » du Centre national de la littérature pour la jeunesse (BnF)[7]
- 2004 : Dis-moi tout !, éditions Bayard jeunesse
- 2004 : La Vraie Fille du volcan, théâtre, L'École des loisirs
- 2005 : Séraphine, L'École des loisirs  « Bibliothèque idéale » du Centre national de la littérature pour la jeunesse (BnF)[7]
- 2006 : Petit Boulot d'été, édition Bayard Jeunesse  (ISBN 2-7470-2005-3)
- Série « Le Journal d'Aurore », L'école des loisirs

1. Jamais contente. Le Journal d'Aurore, 1, 2006
2. Toujours fâchée. Le Journal d'Aurore, 2, 2007
3. Rien ne va plus. Le Journal d'Aurore, 3, 2009

- 2007 : Pome, L'École des loisirs
- 2008 : Les Yeux d'or, L'école des loisirs
- 2010 : La Belle Adèle, Gallimard Jeunesse
- 2010 : Babyfaces, L'École des loisirs Prix Bernard Versele 2013[5], catégorie 5 chouettes
- 2011 : Mon Petit théâtre de Peau d'âne, œuvres de Jean-Michel Othoniel, Éd. courtes et longues Pépite du Salon du livre et de la presse jeunesse de Montreuil : Pépite du livre d’art (création francophone) 2011[3]
- 2011 : Saltimbanques, illustrations de Emmanuelle Houdart, éditions Thierry Magnier « Mention » Prix BolognaRagazzi 2012[4], Foire du livre de jeunesse de Bologne, catégorie "Fiction"
- 2013 : L'Argent, illustrations de Emmanuelle Houdart, éditions Thierry Magnier
- 2013 : Le Bon Antoine, Gallimard Jeunesse
- 2014 : Mauve, L'école des loisirs
- 2016 : Sothik, coécrit avec Sothik Hok, illustrations de Tian, L'École des loisirs
- 2017 : L'École de ma vie[19], illustrations de Glen Chapron, L'École des loisirs
- 2018 : Ça va faire des histoires, illustrations de Glen Chapron, L'École des loisirs
- 2019 : Ne change jamais !
- 2020 : La Capucine, L'École des loisirs

Participation
- 2007 : Collectif, Juke box, L'École des loisirs
- 2011 : Collectif, Le Dur Métier de loup, L’École des loisirs

### Littérature générale
- 1995 : Trop sensibles, Éditions de l'Olivier
- 1998 : Sans moi, Éditions de l'Olivier  (ISBN 2-87929-174-7) ; rééd. Seuil, coll. Points n° P681  (ISBN 2-02-038204-0)
- 2003 : Dragons, Éditions de l'Olivier, rééd. Seuil coll. Points
- 2004 : Le Sac à main, illustration d'Eric Lambé, éditions L'Estuaire  (ISBN 2-87443-002-1)
- 2004 : Beaucoup plus que l'amour, récits, Bobigny, Bibliothèque municipale
- 2005 : La Vie sauve, avec Lydie Violet, Le Seuil Prix Médicis essai 2005
- 2005 : La Photo, illustration d'Eric Lambé, éditions L'Estuaire
- 2005 : Parfois je meurs mais jamais très longtemps, texte sur l'exposition Monory, éditions du Mac Val (Vitry)
- 2006 : L'Album vert, Éditions Nicolas Chaudun
- 2006 : Bobigny, centre ville, avec Denis Darzacq, Actes Sud
- 2008 : Fine, Haute, Fuselée, nouvelle parue dans la revue ICONOfly #4 et publié aux éditions Sergio Rossi la même année.
- 2009 : La Galerie de Psyché, Chantilly, Nicolas Chaudun
- 2011 : Danbé[2], avec Aya Cissoko, Calmann-Lévy Grand prix de l'héroïne Madame Figaro 2011
- 2013 : La Classe, Odile Jacob
- 2015 : Les Belles Danses, œuvres de Jean-Michel Othoniel, Éditions Courtes et longues
- 2017 :  Ta race ! : moi et les autres, avec Betty Bone ; avec la collaboration d'Évelyne Heyer et Carole Reynaud-Paligot, Éditions Courtes et longues

Participations
- 2004 : Collectif : Marie Desplechin, Jean-Bernard Pouy, Frédéric H. Fajardie, Didier Daeninckx, Cyril Marasque, René Frégni, Jean-Paul Delfino, Desplechin, Jean-Christophe Duchon-Doris, Xavier-Marie Bonnot, et François Thomazeau, Onze fois l'OM : Le Tacle et la Plume, Éditions L'Écailler du Sud, 2004, 120 p. (ISBN 978-2-914264-50-1)
- 2006 : Je me souviens de Bruxelles, participation au recueil collectif, Le Castor Astral
- 2007 : Neuf mètres carrés, participation au recueil collectif, Actes Sud
- 2007 : La Plume du diable, un conte en participation au livre et à l'exposition de Sophie Calle Prenez soin de vous (biennale de Venise), Actes Sud
- 2015 : Du souffle dans les mots. Trente écrivains s'engagent pour le climat, participation au collectif Parlement sensible, Arthaud
- 2023 : La Traversée : Florence Miailhe, Marie Desplechin, Xavier Kawa-Topor, éditions Delpire, 2023

## Scénarios de films
- 2001 : Les Mondes parallèles, avec Petr Vaclav
- 2006 : Suivre sa princesse, avec Petr Vaclav
- 2006 : Le Voyage en Arménie, de Robert Guédiguian, avec Ariane Ascaride
- 2006 : Conte de quartier, scénario de film d'animation, coécrit avec Florence Miailhe, réalisé par Florence Miailhe
- 2007 : Sans moi, d'Olivier Panchot, d'après le roman de Marie Desplechin
- 2021 : La Traversée, scénario de film d'animation, coécrit avec Florence Miailhe, réalisé par Florence Miailhe
- 2023 : 5 Hectares d'Émilie Deleuze (coscénariste)

## Théâtre
- 2009 : Au bois dormant, écriture et récitation, avec la compagnie Thierry Thieû Niang au Théâtre de la Cité internationale.

## Feuilleton radiophonique
- 2014 : L'Été de Lydie, feuilleton radiophonique de 6 émissions, avec Lydie Violet, France-Culture[20].
- 2014 : Sans moi, feuilleton radiophonique de 10 émissions, réalisé par Cédric Aussir, adapté par Katell Guillouavec, avec Marie Payen, France-Culture

## Adaptations de son œuvre

### En albums
- Les trois opus de sa série Le Journal d'Aurore sont adaptés en deux tomes :
  - 2016 : Le Journal d'Aurore, tome 1 : Jamais contente, toujours fâchée ! , dessins d'Agnès Maupré, éd. Rue de Sèvres  (ISBN 978-2369812272)
  - 2017 : Le Journal d'Aurore, tome 2 : Rien ne va plus !, dessins d'Agnès Maupré, éd. Rue de Sèvres
- Sa série de trois romans :
  - 2017 : Verte[8], dessins de Magali Le Huche, Rue de Sèvre
  - 2018 : Pome, dessins de Magali Le Huche, Rue de Sèvres
  - 2018 : Mauve, dessins de Magali Le Huche, Rue de Sèvres

### En films
- 2003 : Verte, film d'animation français de Serge Élissalde[21]
- 2006 : La Prédiction de Nadia, film français de Arnaud Sélignac
- 2007 : Sans moi, film français d'Olivier Panchot
- 2014 : Danbé, la tête haute, d'après l'ouvrage coécrit avec Aya Cissoko, téléfilm français de Bourlem Guerdjou Meilleur film au festival de la fiction TV de La Rochelle 2014[2]
- 2016 : Jamais contente, d'après les 3 titres de la série Le Journal d'Aurore, film français de Émilie Deleuze

## Entretiens
- Bookmakers, avec Richard Gaitet sur Arte Radio[22]